# تاریخ مکتوم
تاریخ مکتوم کتابی است از سید مقداد رضوی درباره تاریخ مشروطه ایران و نقش بابیان در آن. این کتاب را نخستین بار، انتشارات پردیس در سال ۱۳۹۳ منتشر کرده‌است.

## محتوا و ساختار
تاریخ مکتوم، یک کار پژوهشی در مورد تاریخ مشروطه، از منظر عقاید بابی و ازلی است. این کتاب مشتمل بر یک مقدمه تاریخی و پنج فصل است. در مقدمه، توضیحاتی در مورد محمدعلی شیرازی، معروف به باب آمده‌است. فصل‌های دیگر این کتاب عبارتند از:
- «هنایش خرد» در «آثار و مأثر» شیخ هادی نجم آبادی
- روزگاری که بر تکاپوگران بابی گذشت
- «دربار شاهی» و قتل ناصرالدین شاه
- فروزندگان مشعل مشروطیت
- زندگانی ملک‌المتکلمین

نویسنده تلاش کرده‌است در این کتاب نقش بابی‌های ازلی در مشروطه را با اتکا به اسناد تاریخی، بازخوانی کند. به نظر وی، بابیان حکومت قاجار را بازگشت حکومت بنی‌امیه می‌دانستند و به همین دلیل شرحی از اقدامات مفصل آنان برای تضعیف این حکومت برمی‌شمارد؛ از جمله تلاش برای ترور ناصرالدین شاه، همراهی با میرزا ملکم خان برای تاسیس فراموشخانه، تلاش برای بر تخت نشاندن ظل‌السلطان، همراهی با سیدجمال‌الدین اسدآبادی در جنبش اتحاد اسلامی، همراهی با تاسیس مدارس جدید و در نهایت پیوستن به جنبش مشروطه.